# Tetragonochora rufa
Tetragonochora rufa là một loài tò vò trong họ Ichneumonidae.